# متن (شهر)
متن (شهر) (به آلمانی: Metten) یک شهر در آلمان است که در دگندورف (ناحیه) واقع شده‌است.

## خصوصیات
متن ۱۱٫۹۱ کیلومترمربع مساحت دارد ۳۱۸ متر بالاتر از سطح دریا واقع شده‌است.